# Seminola
Seminola (finska: Seminola-orkesteri) är en finländsk dansmusikorkester, bildad 1926. Orkestern är hemmahörande i Tammerfors och består av 15 musiker. Den nuvarande orkestern bildades 1999.

## Bakgrund
Seminola grundades i Tammerfors 1926 av kapellmästaren Kape Rüster. Orkestern tillhörde den kategorin som ägnade sig åt så kallad dragspelsjazz. Inom den genren fanns flera olika orkestrar runtom i Finland, men de ledande på marknaden var Amarillo, Suomi Jazz Orkesteri och Seminola. Under 1930-talet var Seminola en av få orkestrar som lyckades med skivförsäljningen. Åren 1930-38 var Veli Lehto verksam som sångare i såväl orkestern Dallapé, som Seminola och totalt gjorde Lehto 19 skivinspelningar med Seminola. 2013 gjorde Markku Huhtala inspelningar med orkestern.